# Rakousko na Zimních olympijských hrách 1972
Rakousko na Zimních olympijských hrách 1972 v Sapporu reprezentovalo 40 sportovců, z toho 29 mužů a 11 žen. Nejmladším účastníkem byla Sonja Balun (16 let, 55 dní), nejstarším pak Josef Feistmantl (32 let, 347 dní). Reprezentanti vybojovali 5 medailí, z toho 1 zlatou 2 stříbrné a 2 bronzové.

## Medailisté
| Medaile | Jméno                       | Sport           | Disciplína         |
| ------- | --------------------------- | --------------- | ------------------ |
| Zlato   | Beatrix Schubová            | Krasobruslení   | jednotlivci - ženy |
| Stříbro | Annemarie Moserová-Pröllová | Alpské lyžování | sjezd - ženy       |
| Stříbro | Annemarie Moserová-Pröllová | Alpské lyžování | obří slalom - ženy |
| Bronz   | Wiltrud Drexelová           | Alpské lyžování | obří slalom - ženy |
| Bronz   | Heinrich Messner            | Alpské lyžování | sjezd - muži       |